# Lucius Egnatius Victor
 (novembre 2019).
Si vous disposez d'ouvrages ou d'articles de référence ou si vous connaissez des sites web de qualité traitant du thème abordé ici, merci de compléter l'article en donnant les références utiles à sa vérifiabilité et en les liant à la section « Notes et références ».
Lucius Egnatius Victor (fl. av. 207-209) était un homme politique de l'Empire Romain.

## Biographie
Il est le fils d'Aulus Egnatius Priscillianus, philosophe, et frère d'Egnatius Proculus.
Il est consul suffect avant 207 et légat d'Auguste propréteur dans la Pannonie supérieure en 207-209.
Il est le père de Lucius Egnatius Victor Lollianus, de Egnatius Victor Marinianus et de Egnatia Mariniana.